# Rx Bandits
Rx Bandits é uma banda de cinco integrantes de Seal Beach, Califórnia.

## Histórico
A banda foi formada em 1995 em Orange County, Califórnia. Inicialmente conhecida como The Pharmaceutical Bandits, a banda começou sua carreira participando da revitalização da terceira onda ska dos anos 90. Em 1997, eles lançaram Those Damn Bandits, que contou com participações especiais de Jimmy the Robot de Aquabats e Chris Colonnier de Jeffries Fan Club e The Forces of Evil. Observando o potencial dos Bandits, uma resenha do Los Angeles Times dizia: "Agora vem uma banda jovem e talentosa de ska, os Bandidos Farmacêuticos. Seria bom para mim se os Grinch os poupassem, mas roubassem seus registros de ska e deixassem uma prateleira de Quem, Clash, Bob Marley, Elvis Costello e Neil Young."
Em 1997 lançaram independentemente Those Damn Bandits. Quando a banda assinou com a pop/punk Drive-Thru Records, encurtou seu nome para Rx bandits e lançaram três álbuns, Halfway Between Here and There, Progress e The Resignation. Seu quinto álbum, ...And the Battle Begun, foi lançado pela Mash Down Babylon Records, selo do líder da banda, Matt Embree.
Em 1997, lançaram Halfway Between Here and There. Entre esse álbum e seu próximo lançamento, Progress, o baixista Franz Worth e o saxofonista Noah Gaffney saíram da banda. Worth foi substituído por James Salomone que tocava na banda My Superhero. A posição do Gaffney foi deixada em aberto.
Em 2001, lançaram Progress. Pouco após o lançamento do álbum, Chris Sheets juntou-se à banda tocando trombone, assim como Steve Choi (ex-The Chinkees) na guitarra e teclados. Choi tinha tocado teclado nas demos para o Progress, mas quando chegou a hora de gravar, eles decidiram usar Choi ao invés de Rich Zahniser da The Hippos, que estava em turnê na época. O trombonista Chris Colonnier também tinha tocado antes com a banda, como Zahniser.
Enquanto eles tinham ganhado dois novos membros, James Salomone e Rich Balling deixaram a banda. Eles tinham muitas opções para Salomone, sendo uma delas Johnny Tsagakis, irmão mais novo de Chris, mas acabou que Joe Troy, um amigo de longa data de Embree, que ajudou a escrever a canção "What if?" em Halfway Between Here and There, ingressou na banda como baixista. Balling foi substituído pelo saxofonista Steve Borth, que tinha tocado anteriormente na banda ska-punk Link 80. Com essa formação, Embree, Tsagakis, Sheets, Choi, Troy e Borth, a banda iria criar seus dois próximos álbuns.
Após lançar The Resignation em 2003, a banda encontrou tempo para projetos paralelos. Em 28 de junho de 2006, a banda anunciou que através de sua página no MySpace que o saxofonista e back-vocal Steve Borth tinha deixado o Rx Bandits para prosseguir a sua própria banda, Satori. Este anúncio surgiu em meio a Summer Tour 2006 US, para surpresa de muitos fãs. Borth tocou seu último show com o Rx Bandits na terça-feira, 27 de junho de 2006, no Bowery Ballroom, em Nova York. Em conjunto com a Refused TV, os Bandits gravaram um vídeo para a faixa título "...And the Battle Begun".
Eles também tocaram no Vans Warped Tour, Bonnaroo Music and Arts Festival, Hofstra University's Music Fest 2007 e The Bamboozle.

## Discografia

### Those Damn Bandits
Em 1997, lançaram Those Damn Bandits, o seu primeiro álbum, que foi uma regravação de uma demo anterior, excluindo "Sleepy Tyme" e "High Skool" e incluindo quatro novas músicas e uma faixa secreta. Ele foi originalmente lançado através da Antedote Records, mas a Drive-Thru Records assinou com a banda pouco tempo depois e comprou os direitos para o Those Damn Bandits.

### Halfway Between Here and There
Lançado em 1998, foi relançado em 1999 com uma nova faixa, duas faixas remasterizadas e novo encarte, já sob o novo nome: Rx bandits.

### Progress
O álbum contém a canção "Analog Boy", que é um de seus dois videoclipes. A banda consistia de Embree, Tsagakis, Balling, Salomone, e o álbum incluía uma série de convidados, incluindo o ex-membro Noah Gaffney.

### The Resignation
Lançado em 2003 em formato CD/DVD. A produção do álbum foi única para a banda; guitarras, baixo, bateria, metais e teclados foram gravados em estúdio e ao vivo, tendo permitido um número limitado de takes para cada parte, sendo que o que foi gravado era deixado como era, sem edições. Embree dividiu as letras com Steve Choi, considerando que ele tinha sido anteriormente responsável por todo o material da banda.
A capa do álbum é uma composição original chamada "Predictable" por Aaron Nagel, um artista da Bay Area e membro da Link 80 e DESA.

### ...And the Battle Begun
'And the Battle Begun foi inicialmente lançado on-line em 24 de junho de 2006 e disponível para a compra foi feita durante US Tour 2006. O título do álbum é referente a uma poesia de Lord Byron, em que a frase aparece repetidas vezes.
O álbum era para ser lançado em 2005 através da Drive-Thru Records (com um álbum faltando em seu contrato), mas, por razões não especificadas, a banda cortou o contrato com a Drive Thru, provocando uma delonga na data de lançamento. Finalmente livre de qualquer complicação jurídica, o CD foi disponibilizado on-line através da MDB Records em datas especificadas da Tour. Oficialmente ele estreou em lojas de varejo em outubro de 2006, após a turnê de lançamento do CD para promover o álbum.
Tal como The Resignation, a arte do álbum foi feito por Aaron Nagel, que pintou o seu trabalho no estúdio de gravação, enquanto a banda gravava o álbum.

### Mandala
Mandala o mais recente lançamento do RX Bandits (2009). Neste ano RX Bandits fizeram uma turnê pelo mundo com passagem no Brasil nos dias  22 de outubro no Rio de Janeiro, dia 24 de outubro em São Paulo, dia 25 de outubro em Curitiba e dia 29 de julho de 2012 em Criciúma.

## DVD

### Rx Bandits Live: Vol. 1
Em 2004 foi lançado um DVD ao vivo filmado durante muitos shows. Foi um dos primeiros lançamentos da Embree’s Mash Down Babylon Records (aka MDB Records). O DVD contém a performance da canção "Up to No Good", a única canção gravada durante as sessões do The Resignation que não foi incluída no álbum, assim como filmagem da banda trabalhando no álbum em estúdio. Durante o slide shows do DVD, a música do fundo é realizada por Apotheke, projeto paralelo de vários membros da banda.